# Camden, Illinois
Camden là một làng thuộc quận Schuyler, tiểu bang Illinois, Hoa Kỳ. Năm 2010, dân số của làng này là 86 người.

## Dân số
Dân số qua các năm:
- Năm 2000: 97 người.
- Năm 2010: 86 người.